# Filet mignon

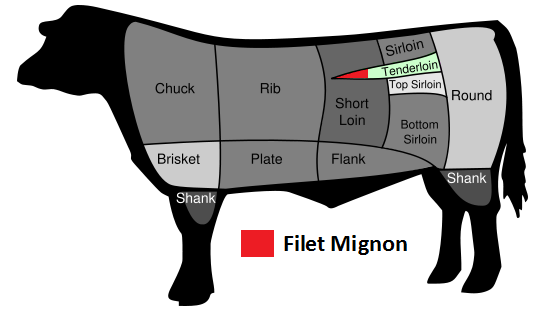

Filet mignon (mignon je česky malý) je steak z malého kousku masa odebraného z konce svíčkové. Tyto plátky masa se podávají jako středně či krvavě propečené. Well done neboli úplně propečené není zrovna vhodné pro tento typ masa. Ve francouzštině se tomu říká filet de boeuf či filet mignon, pokud naleznete tento pokrm v jídelní nabídce ve Francii, obecně je spíše myšleno vepřové maso než maso hovězí. Chuťově je jinak maso velice jemné a křehké.